# Mary Hoffman
Mary Hoffman (1945) è una scrittrice inglese, specializzata in scrittura per ragazzi.
In totale ha scritto più di 80 libri, tra cui La città delle stelle, Stravaganza: la città delle maschere e La città dei fiori.
È appassionata dell'Italia, paese in cui trascorre buona parte del suo tempo. Ciò appare evidente nella sua serie di libri di Stravaganza.